# Scrittura ieratica

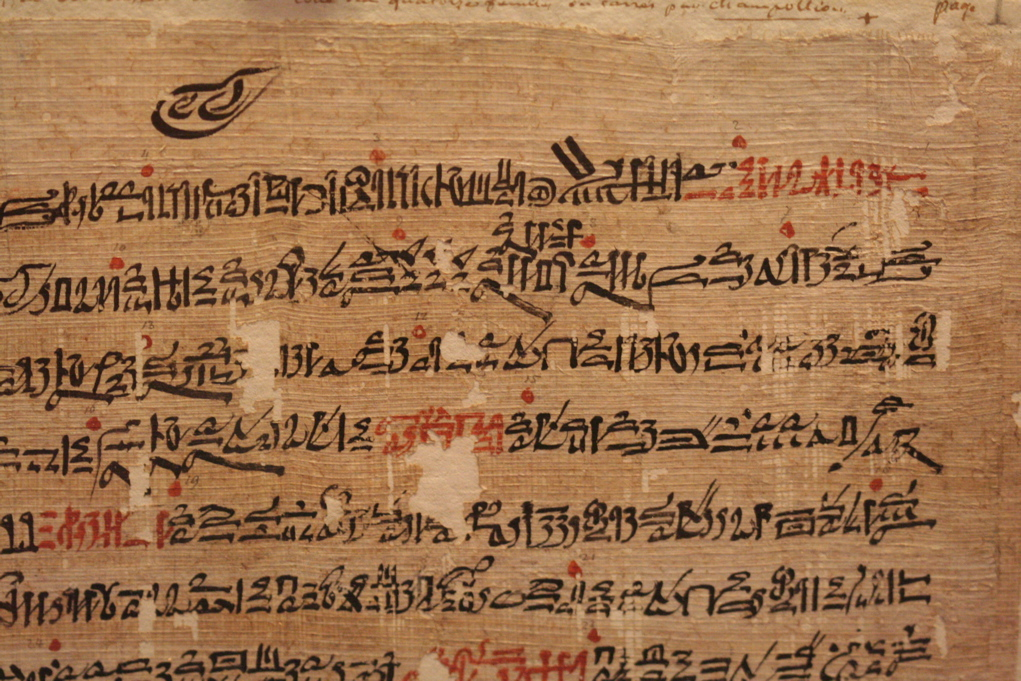
Scrittura ieratica su papiro

Viene chiamata col nome di "ieratico" la forma di scrittura dell'antico Egitto correntemente utilizzata nel quotidiano. Sviluppatasi insieme o in seguito alla forma detta geroglifica (di cui può essere considerata una corsivizzazione), spesso per semplificazione, era più adatta a essere tracciata con un calamo, cioè una canna tagliata allo scopo e intinta nell'inchiostro, soprattutto su papiro, ma anche su ostraka o pietra.
Ogni glifo della scrittura monumentale (geroglifica) corrisponde a un segno ieratico (salvo le legature, che devono essere sciolte, e alcuni segni propri esistenti solo in ieratico); per questo motivo, nella moderna prassi dell'egittologia i testi in ieratico vengono solitamente trascritti in geroglifici per agevolarne la lettura. Il rapporto fra i geroglifici e lo ieratico è infatti confrontabile con quello attuale fra lo stampatello e il corsivo.
Il nome "ieratico", che significa [scrittura] sacra, deriva dalla lingua greca antica e ha trasmesso per secoli la concezione sbagliata che si trattasse di una forma utilizzata solamente dai sacerdoti: questo fraintendimento deriva dal fatto che nell'epoca in cui i Greci arrivarono in Egitto essi notarono che i documenti conservati negli archivi dei templi erano scritti in ieratico e credettero così che questa scrittura fosse tipica dei testi religiosi. In realtà gli archivi dei templi non contenevano solo testi religiosi, ma anche opere letterarie, scientifiche e militari, dal momento che nei templi avveniva anche l'istruzione dei futuri professionisti dello Stato. 
Secondo un'altra spiegazione, dato che la scrittura corrente nel periodo in cui i Greci arrivarono in Egitto era quella demotica e lo ieratico rimase in uso effettivamente solo per la redazione di testi religiosi, per natura conservativi, la denominazione che i Greci ci hanno tramandato sarebbe sostanzialmente corretta, ma solo dalla comparsa del demotico (VII secolo a.C.) in avanti. Il demotico, una forma semplificata della scrittura che entrò in uso solo nel I millennio a.C., fu derivato dallo ieratico.

## Storia
La scrittura ieratica, al contrario di quella geroglifica che si può leggere in entrambe le direzioni a seconda dell'orientamento dei segni, si legge sempre da destra a sinistra. Inizialmente poteva essere scritta sia in righe sia in colonne, come i geroglifici, ma dopo la XII dinastia, specialmente sotto Amenemhat III, si standardizzò la scrittura orizzontale. Non è da escludere l'ipotesi che ciò sia stato fatto per evitare che lo scriba macchiasse il papiro con la mano, ma forse fu fatto per ottimizzare la lettura di un papiro arrotolato.
La scrittura ieratica fu utilizzata per la prima volta nel Periodo predinastico, sviluppatasi parallelamente alla più formale scrittura geroglifica. Vedere lo ieratico come un derivato del geroglifico è un errore: il vero geroglifico, inciso sulla pietra, non apparve prima della I dinastia, molto dopo che lo ieratico si fu stabilizzato come pratica degli scribi. Pertanto, i due sistemi di scrittura si sono sviluppati parallelamente, piuttosto che essere uno una derivazione dell'altro.
Lo ieratico fu usato per tutto il periodo dei faraoni fino al Periodo greco-romano. Tuttavia, attorno al 660 a.C., lo ieratico fu sostituito dal demotico, e in seguito dal greco, in gran parte dei documenti, ma la classe sacerdotale continuò a usarlo per secoli, soprattutto nel III secolo a.C.

## Sviluppo

### Prime testimonianze
I primi esempi di ieratico si rintracciano già nel Periodo predinastico, di cui però non sono stati ritrovati veri e propri testi, ma solo frammenti e reperti isolati. Gli studi attuali ritengono che lo ieratico non sia una derivazione dei geroglifici, bensì si tratti di un'evoluzione parallela, o, addirittura, come testimoniato dai più antichi frammenti di testi in ieratico, che questo sia più antico dei geroglifici stessi. Inizialmente, la differenza nell'uso delle due scritture dipendeva dalla scelta del materiale sul quale dovevano essere redatte, come la pietra per i geroglifici e il papiro per lo ieratico.

### Ieratico antico
Dalla primitiva scrittura corsiva, ancora molto legata ai geroglifici, si sviluppò, a partire dalla IV dinastia, lo ieratico antico. In questo periodo, la scrittura poteva essere in righe o in colonne, con lettura sempre da destra a sinistra, e comparvero le prime legature di segni.

### Ieratico medio
Questo stadio di evoluzione si estende dal Medio Regno fino al Nuovo Regno. Durante il Medio Regno si afferma la scrittura orizzontale a scapito di quella in colonne. La scrittura si divide in due stili:
- uno più semplice, scorrevole e veloce, di uso commerciale e amministrativo, detto ufficiale o corsivo, usato anche nel quotidiano.
- uno più curato, arrotondato, onciale, tipico di testi letterari e scientifici, detto letterario.

### Ieratico tardo
Lo ieratico tardo compare durante la XVIII dinastia. A partire dal Nuovo Regno, la separazione fra ieratico letterario e ufficiale si fa sempre più netta: quello letterario divenne più calligrafico e l'inventario dei segni, probabilmente su influsso della scrittura geroglifica del neoegizio, si ampliò, anche di simboli semplicemente riempitivi, mentre lo ieratico ufficiale, invece, nella zona di Tebe estremizzò la corsivizzazione al punto da prendere oggi il nome di ieratico anormale. Durante questa fase si possono riconoscere alcuni sottostili all'interno dei due primari, come anche due tendenze corrispondenti alle due zone di Menfi e di Tebe. Dopo il Terzo periodo intermedio lo ieratico anormale fu abbandonato.
A partire dal 660 a.C. lo ieratico fu soppiantato dal demotico nella scrittura quotidiana, rimanendo però in uso presso la classe sacerdotale ancora per qualche secolo.

## Usi e materiali

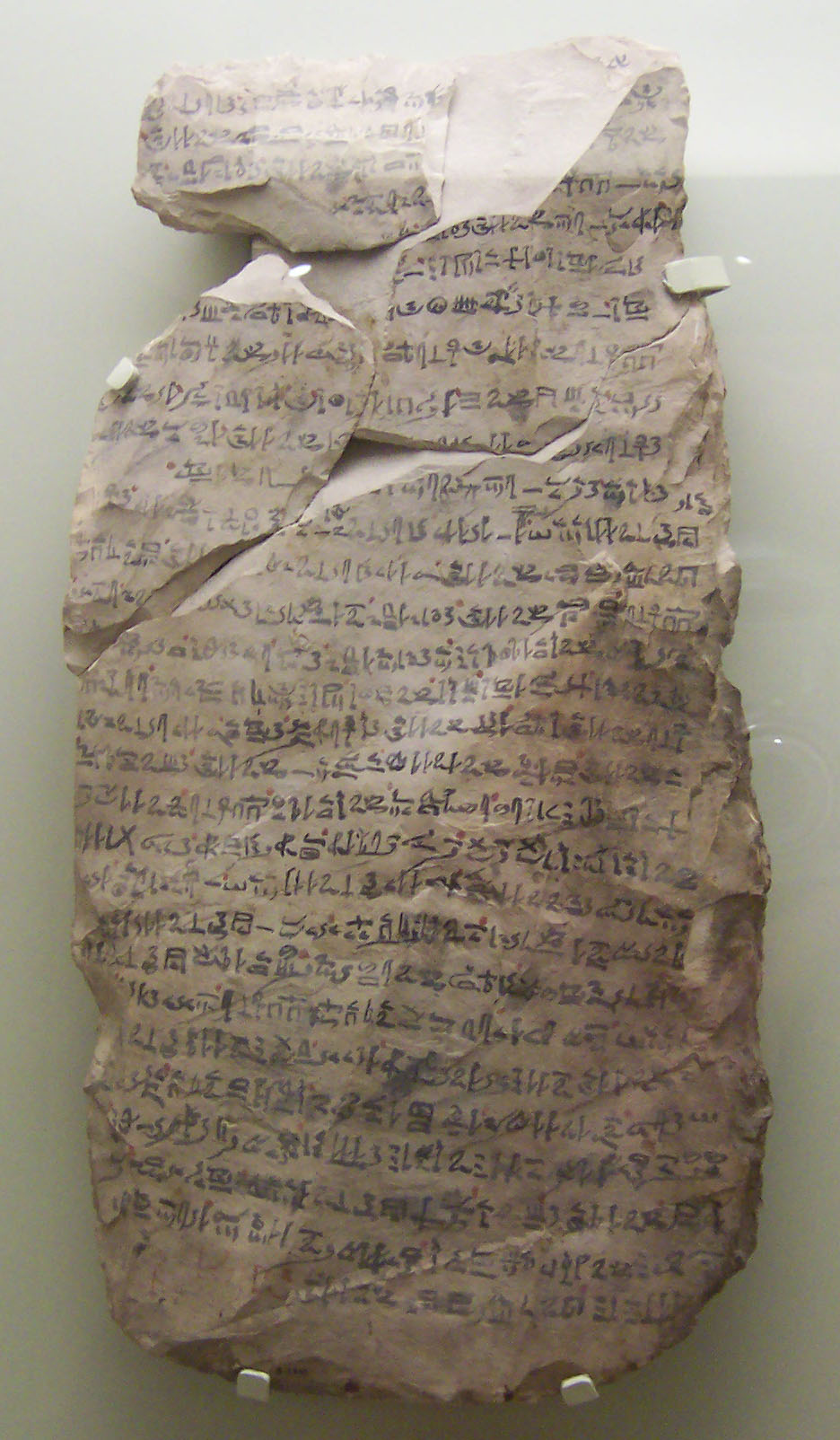
Tavoletta d'argilla con scrittura ieratica

Per gran parte della sua lunga storia, lo ieratico fu utilizzato per documenti amministrativi, di contabilità, testi legali e lettere private, testi matematici, medici, letterari e religiosi. Durante il periodo greco-romano, quando il demotico (in seguito sostituito dal greco) divenne la principale scrittura amministrativa, lo ieratico era limitato perlopiù a testi religiosi. In generale, lo ieratico fu molto più importante dei geroglifici nella storia dell'Egitto: infatti, per quanto nel nostro immaginario i geroglifici siano così strettamente legati a questa civiltà al punto da dimenticarci spesso che la semplice parola "geroglifico" possa riferirsi anche ad altre forme di scrittura in uso presso altre civiltà (si pensi ai geroglifici maya, cretesi ecc.), per gli Egizi essi erano un tipo di scrittura monumentale, per l'eternità, dagli ampi risvolti sacri e religiosi (molti testi sacri, come ad esempio il Libro dei morti, anche se scritti su papiro, generalmente non erano scritti in ieratico, ma in una forma leggermente corsivizzata dei geroglifici, detti "geroglifici corsivi"), in realtà conosciuta a fondo solo da pochi, mentre lo ieratico era la scrittura corrente; lo ieratico era inoltre il primo sistema di scrittura ad essere insegnato agli studenti e talvolta è infatti possibile trovare errori nei geroglifici, dovuti a fraintendimenti di testi originariamente scritti in ieratico.
Molto spesso lo ieratico veniva scritto con un calamo su papiro, legno o pietra. A Deir el Medina furono trovate parecchie tavole di pietra, che ci tramandano un quadro delle vite di comuni uomini di lavoro egiziani. Sono stati trovati testi in scrittura ieratica su tessuti, specialmente nelle strisce di tessuto usati per le mummie. La categoria di testi ieratici su pietra porta il nome di ieratico lapidario; questi testi sono frequenti soprattutto su stele nella XXIII dinastia.
A volte, durante la VI dinastia i testi ieratici vennero scritti su tavole di argilla con uno stilo, in modo simile al cuneiforme. Sono state ritrovate circa cinquecento di queste tavolette nel palazzo del governatore ad ‘Ayn Asil (Balat) e quasi altrettante ad ‘Ayn al-Gazzarin, entrambi nell'Oasi di Dakhla. Nel tempo in cui queste tavolette furono scritte, Dakhla si trovava lontana del centro di produzione del papiro. Tra queste tavolette si registrano inventari, dati di contabilità e circa cinquanta lettere. Di esse alcune sono lettere interne, che erano fatte circolare nel palazzo e i luoghi circoscritti, ma altre arrivavano da villaggi in oasi lontane.

## Caratteristiche
La scrittura ieratica si caratterizza per l'aspetto corsivo e per l'uso di legature tra alcuni caratteri. Inoltre, presenta un'ortografia più standardizzata rispetto ai geroglifici; i testi in geroglifici devono infatti tener conto di concetti esterni, come le decorazioni che esprimono concetti religiosi. Ci sono inoltre segni unici e specifici dello ieratico, per i quali gli egittologi hanno inventato simboli per le trascrizioni geroglifiche. Molti simboli ieratici hanno delle aggiunte che permettono di distinguere simboli simili. Alcuni segni geroglifici particolarmente complessi potevano essere scritti in ieratico con uno solo tratto di calamo.
La scrittura ieratica, in ogni periodo, aveva due forme: una particolarmente corsivizzata e con legature molto frequenti per i documenti ufficiali e una più curata, quasi onciale, con meno legature, per testi scientifici e letterari. Queste due forme possono essere molto diverse tra loro. Lo stile epistolare, in particolare, si serviva di forme molto corsive per una scrittura più rapida, spesso con un gran numero di abbreviazioni per frasi ricorrenti.
Un tipo di scrittura ieratica molto corsiva, detta oggi "ieratico anormale", fu usata presso Tebe dalla seconda metà della XX dinastia all'inizio della XXVI dinastia. Deriva dai documenti amministrativi dell'Alto Egitto ed era usata per testi legali, documenti di affitto, lettere e altri testi. Questo tipo di scrittura fu soppiantato dal demotico, eredità degli scribi del Basso Egitto, durante la XXVI dinastia, quando il demotico prese piede come principale scrittura nell'Egitto riunificato dell'Epoca Tarda.

## Differenze e analogie con i geroglifici

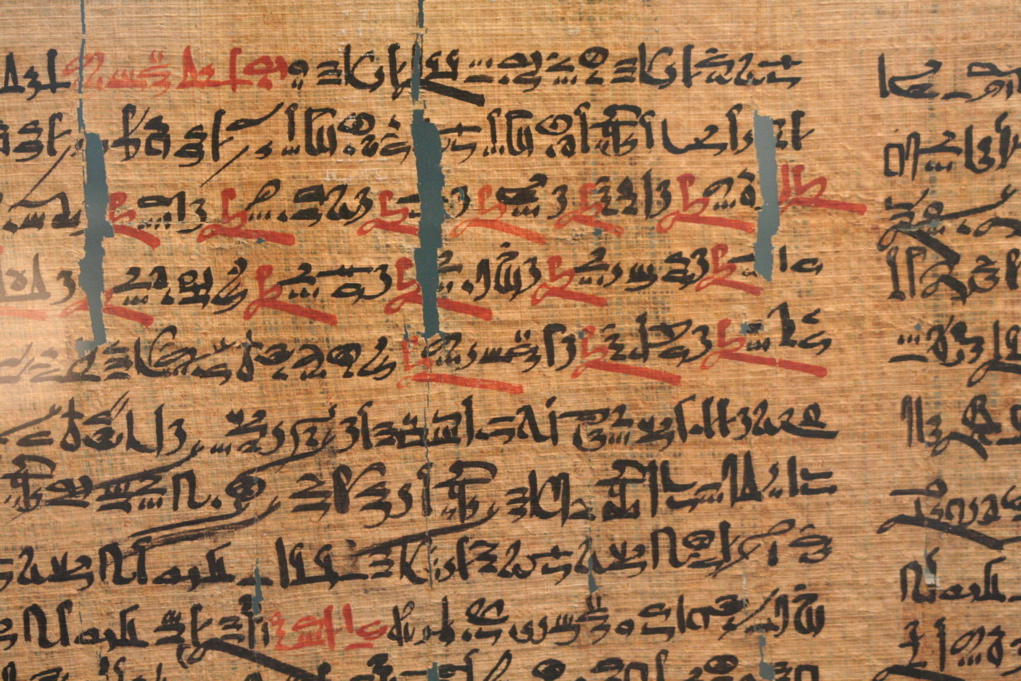
Scrittura ieratica su papiro. Da notare l'uso dell'inchiostro rosso.

La scrittura geroglifica e quella ieratica si influenzarono reciprocamente: il legame è chiaro in tutte le epoche. Quasi tutti i segni ieratici (salvo le legature) hanno un corrispettivo geroglifico: in alcuni segni, come le rappresentazioni di animali, l'identità si nota al primo sguardo, mentre per altri la somiglianza si perse nel corso dell'evoluzione. La direzione della scrittura è sempre verso sinistra e non si adatta mai all'orientamento di figure o simili, come invece accade nei geroglifici. L'ortografia dello ieratico è meno libera di quella dei geroglifici e i segni complessi vengono evitati o semplificati; secondo Gardiner, i geroglifici assunsero questo aspetto dello ieratico. Nello ieratico esiste un certo tipo di punteggiatura e la possibilità di mettere in rilievo parole o frasi con l'utilizzo di inchiostro rosso.

## Storia della ricerca
Lo scopritore dello ieratico fu Jean François Champollion: nel 1821, un anno prima rispetto ai geroglifici, giunse alla conclusione che doveva trattarsi di una forma di lingua scritta. Adolf Erman attestò nel Papiro Westcar le grafie di 17 scribi diversi e diede impulso alla Hieratische Paläographie di Georg Möller.

## Il più antico documento medico-chirurgico del mondo

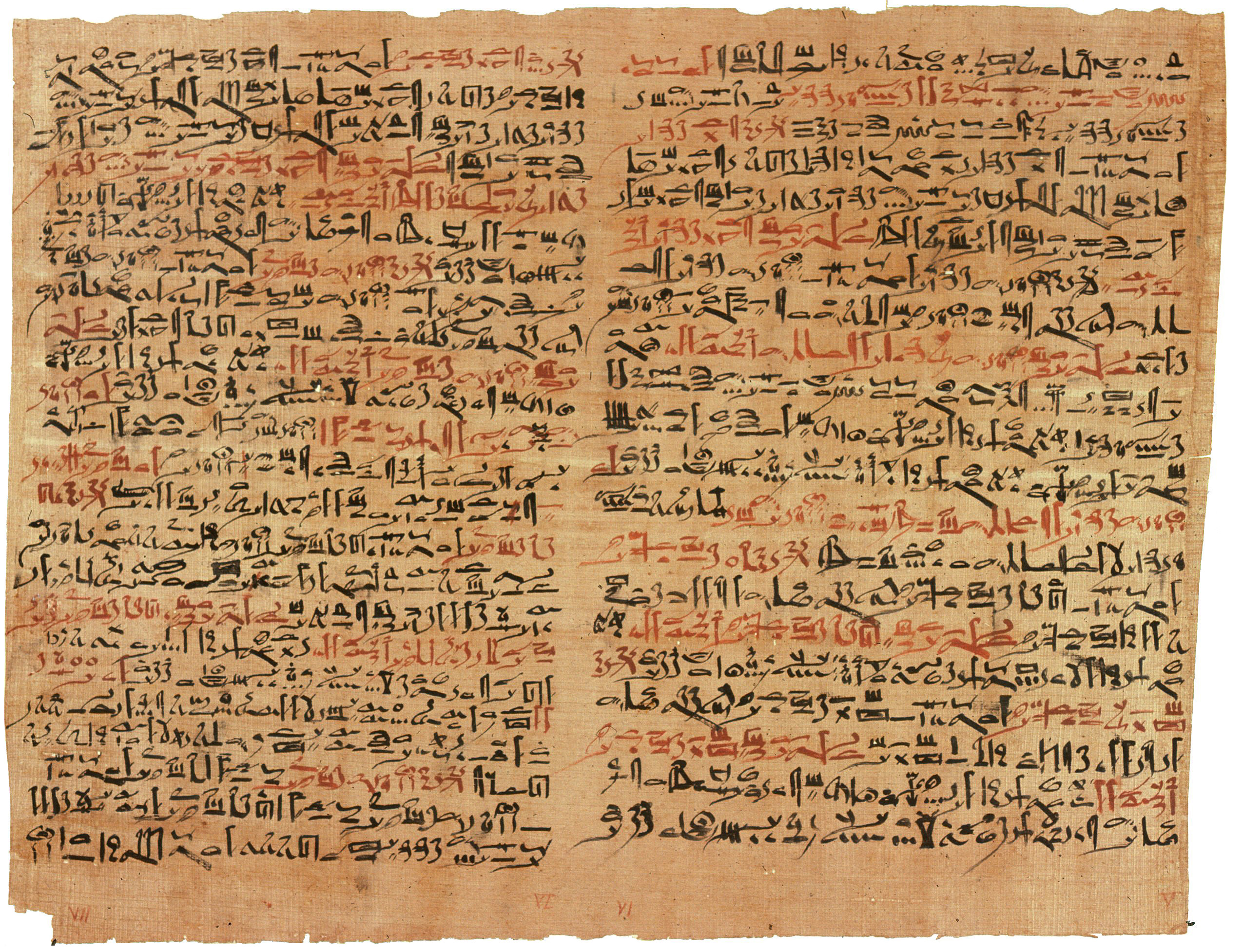
Particolare del Papiro Edwin Smith, il più antico documento di argomento medico-chirurgico che ci sia pervenuto, datato attorno al 1600 a.C.

Il Papiro Edwin Smith, scritto in ieratico, è il più antico documento di argomento medico-chirurgico che ci sia pervenuto. Scritto probabilmente a Tebe, attorno al 1600 a.C., il testo descrive le osservazioni anatomiche, gli esami, le diagnosi, i trattamenti e le prognosi di quarantotto categorie di problemi medici in modo molto dettagliato.
Tra i trattamenti descritti si parla della chiusura di ferite con punti di sutura, la prevenzione e la cura di infezioni con miele e pane ammuffito, la sospensione di un'emorragia con carne cruda e l'immobilizzazione della testa e della colonna vertebrale. Tradotto nel 1930, il documento dimostra la sofisticazione e la praticità della medicina egizia. Alcune parti riguardano la pulizia del viso e del corpo.